# Relictiphthiria primogenita
Relictiphthiria primogenita är en tvåvingeart som beskrevs av Neal L. Evenhuis 1986. Relictiphthiria primogenita ingår i släktet Relictiphthiria och familjen svävflugor. Inga underarter finns listade i Catalogue of Life.